# HMS Coventry (D43)
Pour les autres navires du même nom, voir HMS Coventry.
Le HMS Coventry est un croiseur léger de classe C construit pour la Royal Navy à la fin des années 1910.

## Historique

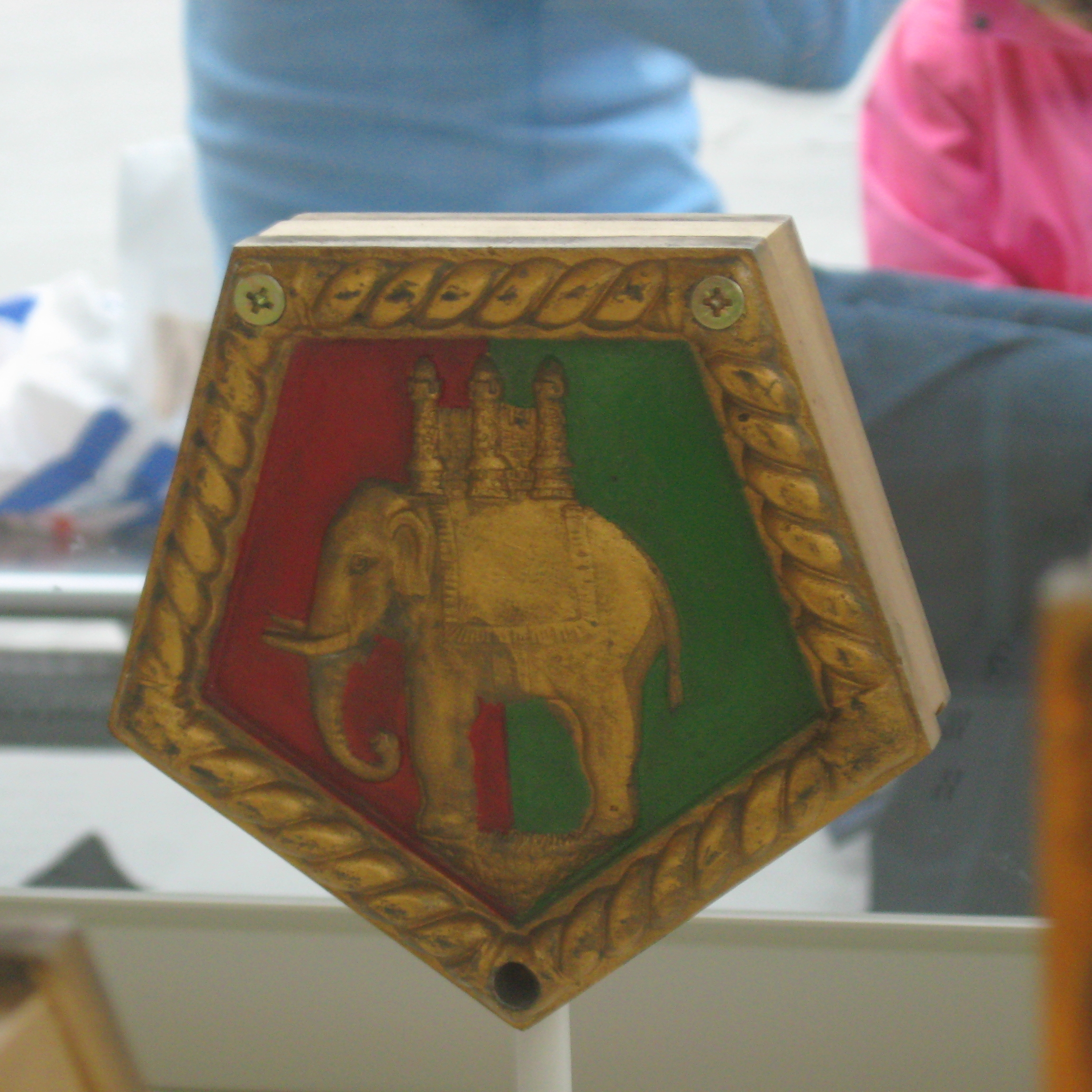
Insigne du Coventry exposé au National Maritime Museum de Londres.

Initialement baptisé HMS Corsair, le Coventry (nommé d'après la ville anglaise du même nom) est mis sur cale le 4 août 1916, il est lancé le 6 juillet 1917 et mis en service en février 1918. Le croiseur opère en mer Baltique dans le 5e escadron de croiseurs légers de février 1918 à mai 1919. Commissionné avec le pennant number D43 en mai 1919, il rejoint l'Atlantic Fleet jusqu'en 1920, date à laquelle le Coventry devint le navire du quartier général de la Commission navale interalliés de désarmement. Après un radoub à la suite d'une remise en état à la fin de 1920, le croiseur rejoint le 2e escadron de croiseurs légers, devenant le navire amiral de la Mediterranean Fleet sous le contre-amiral Andrew Cunningham. En mars 1923, une explosion de torpilles survenue à Gibraltar tue deux membres de son équipage.
Comme son sister-ship, il est converti en croiseur antiaérien à la fin des années 1930.
Au début de la Seconde Guerre mondiale, le Coventry sert avec la Home Fleet entre 1939 et 1940. Le 1er janvier 1940, il est endommagé lors d'une attaque aérienne allemande contre les îles Shetland, au nord de l'Écosse. Ensuite assigné à la Mediterranean Fleet en 1940, il est torpillé et endommagé par le sous-marin italien Neghelli en Méditerranée orientale. Dans le cadre des convois de Malte, le croiseur et le cuirassé Valiant livrèrent du personnel et des provisions sur l'île assiégé le 2 septembre. Il participa également à la bataille du cap Teulada en novembre 1940.
Le 18 mai 1941, la première croix de Victoria de la campagne méditerranéenne est décerné à titre posthume au maître Alfred Edward Sephton (en) pour son « grand courage et son endurance » lorsque le HMS Coventry fut attaqué par des bombardiers en piqué allemands Stuka peu avant le début de la bataille de Crète. Le Coventry s'était rendu au secours d'un navire-hôpital attaqué par des bombardiers en piqué allemands lorsqu'il fut ciblé à son tour, l'officier marinier Sephton à la mitrailleuse fut mortellement blessé, tandis qu'un matelot présent à ses côtés fut blessé. L'officier est inhumé en mer le lendemain. Sa VC (récipiendaire de la croix de Victoria) était exposée à la Cathédrale Saint-Michel de Coventry avant d'être dérobée le 25 septembre 1990.
Le 27 mai, la détérioration de la situation en Crète entraîne l'évacuation des forces alliées. Les croiseurs Calcutta, Coventry, Phoebe et Perth, les destroyers HMS Jervis (F00), Janus et Hasty et le transport Glengyle évacuent 6 000 hommes de Sfakia dans la nuit du 29 au 30 mai 1941. Dans la nuit du 31 mai au 1er juin 1941, le croiseur Phoebe, le mouilleur de mines Abdiel et les destroyers Kimberley, Hotspur et Jackal évacuent 3 710 hommes supplémentaires. Les Calcutta et Coventry appareillent d'Alexandrie le 1er juin afin de fournir une protection antiaérienne supplémentaire à cette force, mais les deux navires sont attaqués par deux bombardiers en piqué Junkers Ju 88 du Lehrgeschwader 1 à 100 milles marins (185,2 km) au nord-ouest d'Alexandrie. Le Calcutta est touché par deux bombes et coule, emportant avec lui 107 hommes d'équipage. 255 autres sont sauvés par le Coventry.
Le 14 septembre 1942 durant l'opération Agreement, le Coventry est lourdement endommagé au nord-ouest d'Alexandrie, en Égypte, par seize Ju 88 allemands de la I./Lehrgeschwader 1 sous le commandement de Joachim Helbig. Désemparé et en proie aux flammes, le navire est abandonné puis sabordé dans la journée par le destroyer HMS Zulu.

## Commandement
- Captain Richard Francis John Onslow du 18 août 1938 au 22 avril 1940.
- Captain David Gilmour du 22 avril 1940 au 19 mai 1941.
- Captain William Power Carne du 19 mai 1941 au 5 mars 1942.
- Captain Ronald John Robert Dendy du 5 mars 1942 au 14 septembre 1942.